# Ende (illustratör)
Ende var en spansk bokmålare under 900-talet.
Hon var den enda kvinnan känd inom yrket under sin samtid. 